# Bassariskfell

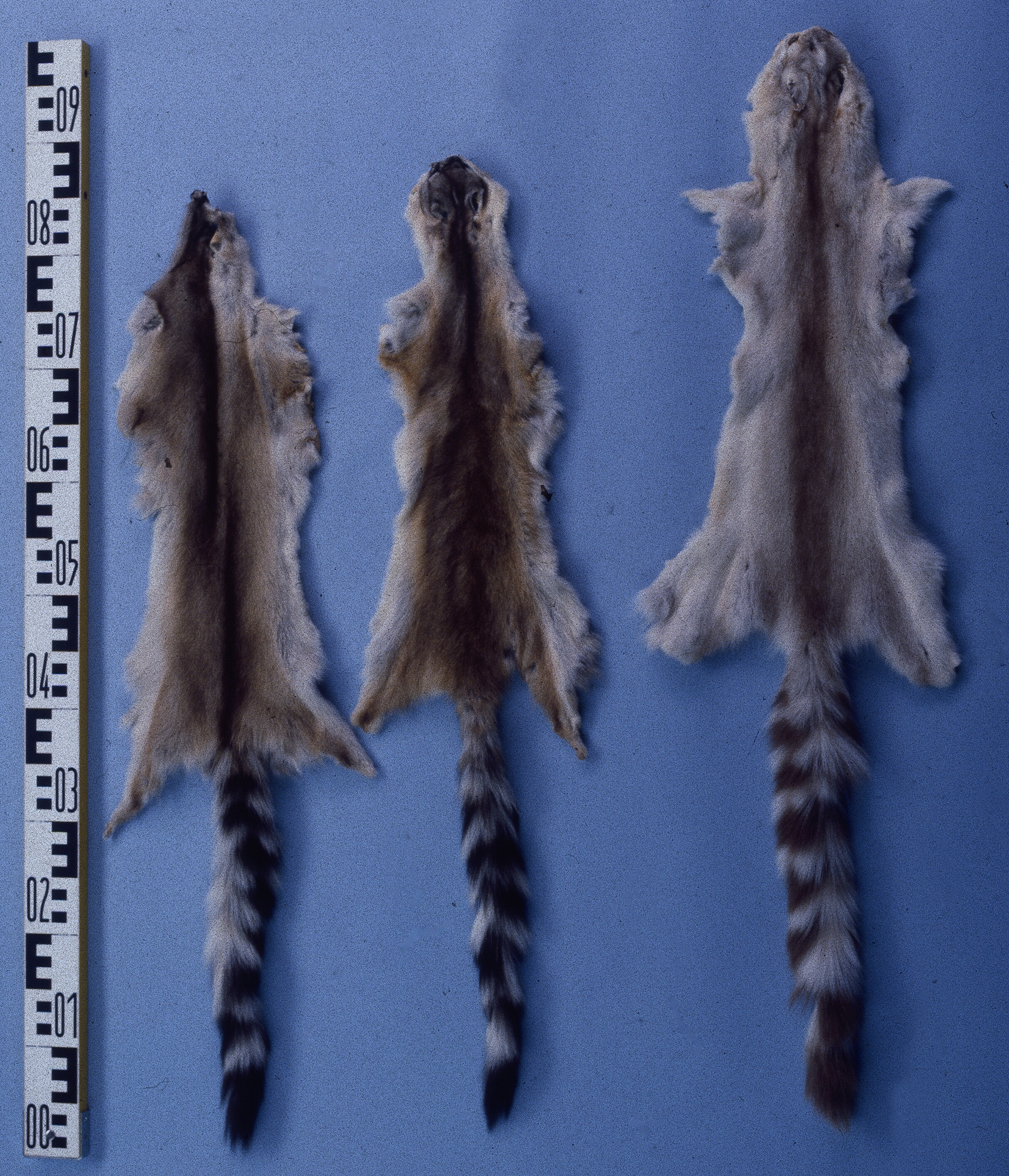
Bassariskfelle

Der Artikel behandelt das Bassariskfell in seiner Eigenschaft als Handelsware. Die beiden Arten, das Nordamerikanische und das Mittelamerikanische Katzenfrett, zur Familie der Kleinbären gehörend, werden auch American ringtail (cat), Bassarisk oder Raccoonfox, von der spanischsprechenden Bevölkerung Cacomixtle, Cacomiztle oder Cacomistle („Katzeneichhörnchen“) genannt. Bassariskfelle werden im Zwischenhandel als Ringtailcat gehandelt (nicht zu verwechseln mit dem Ringtail-Opossum bzw. Ringtail-Possum, siehe dazu Possumfell), der Pelz im deutschsprachigen Einzelhandel traditionell meist als Bassarisk. In Mittelamerika wird auch das Fleisch genutzt.
Das Nordamerikanische Katzenfrett lebt in den Vereinigten Staaten über Niederkalifornien bis Veracruz und Oaxaca in Mexiko, im 20. Jahrhundert hat sich das Verbreitungsgebiet ausgedehnt, es reicht heute bis Kansas und Alabama. Die mittelamerikanische Spezies ist in Südmexiko bis hinab bis in das westliche Panama beheimatet.

## Fell
Die dominierende Farbe des Pelzes ist lohfarben bis braun, oberseits beigefarben, die Rückenmitte (der Grotzen) dunkler, die Unterseite und der Schweif sind bleifarben, gelblichweiß, hellgelb oder roströtlich. Schwarze Haarspitzen bewirken oberseits einen schwärzlichen Anflug. Vom Hals bis zu den Pfoten weist das Fell verschwommene dunklere Binden auf, der charakteristische lange, buschige Schweif hat sechs bis acht oder mehr schwärzlich-weiße Ringe. Die Gesichtszeichnung ist durch helle Bezirke um Augen und Nase gekennzeichnet; die Ohren sind groß. Das Oberhaar ist mittellang, fein und dicht, die Unterwolle wesentlich kürzer. Die Kopfrumpflänge beträgt etwa 30 bis 50 Zentimeter, hinzu kommt der Schweif mit etwa der gleichen Länge. Mittelamerikanische und Nordamerikanische Arten sind nur schwer voneinander zu unterscheiden; das Mittelamerikanische Katzenfrett ist geringfügig dunkler und größer.
Der Haltbarkeitskoeffizient für Bekleidung aus Bassarisk wird mit 40 bis 50 Prozent angegeben. Ein amerikanisches Fachbuch gibt für die Haltbarkeit gefärbten Bassariskpelzes 50 bis 60 Prozent an, für naturfarbenen 60 bis 70 Prozent.

## Handel

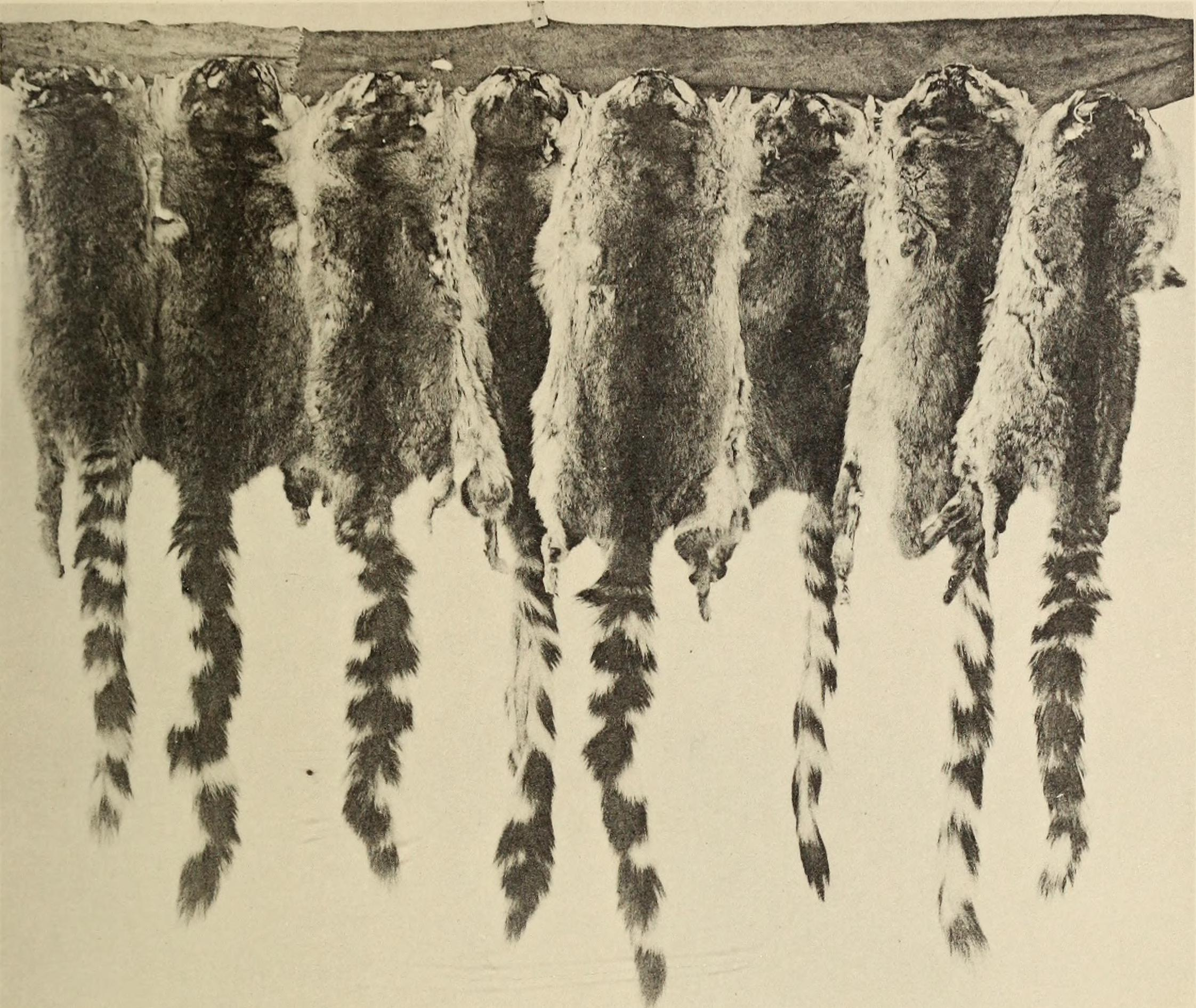
Schultercape einer nordamerikanischen Indianerin aus Bassariskfellen (1903)

Das in seiner Struktur recht ansprechende Fell fand erst kurz nach dem Ersten Weltkrieg unter dem Namen Ringtailcat in der Pelzbranche Beachtung.
Die Anlieferung des Rohfells erfolgt geschlossen, mit dem Haar nach innen.
Gegenüber einem anderen Kleinbären, dem Waschbären, kommen vom Bassarisk sehr viel weniger Felle in den Handel. Allerdings werden im Gegensatz zum Waschbärfell nur die besten Fellsorten genutzt. Da das Katzenfrett in klimatisch recht gleichartigen Gegenden lebt, ist die Fellqualität ohnehin nicht sonderlich unterschiedlich und der Anfall der Ones, der besten Sorte, größer als bei den meisten anderen Fellarten. Die zweite Sorte, die Twos, sind blau im Haar, ein Merkmal für Felle sehr früh gefangener Tiere, oder aber bockig und federnd im Leder, das Kennzeichen für den Fang in der späten Saison. In die dritte Qualität kommen alle die Felle, in denen die Fehler noch auffälliger sind. In der vierten Qualität sind Untergrößen sehr junger oder gelegentlich Felle kranker Tiere.
| Handelsgrößen der Bassariskfelle (American Ringtail) | Handelsgrößen der Bassariskfelle (American Ringtail) | Handelsgrößen der Bassariskfelle (American Ringtail) | Handelsgrößen der Bassariskfelle (American Ringtail) | Handelsgrößen der Bassariskfelle (American Ringtail) | Handelsgrößen der Bassariskfelle (American Ringtail) |
| Herkommen                                            | Größenbezeichnung in Zoll (cm)                       | Größenbezeichnung in Zoll (cm)                       | Größenbezeichnung in Zoll (cm)                       | Größenbezeichnung in Zoll (cm)                       | Farbe                                                |
| ---------------------------------------------------- | ---------------------------------------------------- | ---------------------------------------------------- | ---------------------------------------------------- | ---------------------------------------------------- | ---------------------------------------------------- |
|                                                      | XL                                                   | L (large)                                            | M (medium)                                           | S (small)                                            |                                                      |
| Kalifornien                                          | 30 (76)                                              | 27 (69)                                              | 24 (61)                                              | 22 (56)                                              | blassgelb                                            |
| Texas                                                | 28 (71)                                              | 26 (66)                                              | 23 (58)                                              | 21 (53)                                              | gelb                                                 |

## Verarbeitung
Die Fellverarbeitung entspricht im Wesentlichen der des Bisamfells. Wegen der relativ geringen Größe der Bassariskfelle werden sie für Mäntel, Jacken usw. neben- und übereinander gesetzt zusammengenäht. Im Gegensatz zum Bisam werden Wamme und Rücken nie getrennt verarbeitet, auch eignen sich die Felle wegen der Haarstruktur nicht gut zum „Einschneiden“ (zwei oder mehr Felle zu einem größeren Fell ineinander schneiden), sie werden deshalb wohl auch nicht auf größere Längen ausgelassen.
Ursprünglich nur für Pelzinnenfutter verwendet, werden die Felle seit den späten 1960er Jahren vor allem auch zu Besätzen, Jacken und Mänteln verarbeitet. Häufig werden sie gefärbt, eine beliebte Färbung war nerzfarben (braun), oder aber sie wurden gebleicht. Bei entsprechender Mode werden die Felle auch gerupft, das heißt, das Oberhaar wird bei der Pelzveredlung entfernt.

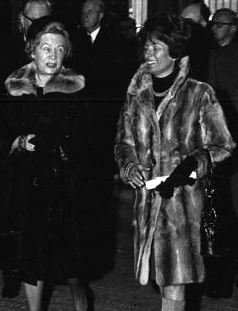
Begleiterin von Frau Wilhelmine Lübke mit Bassariskmantel (1968)
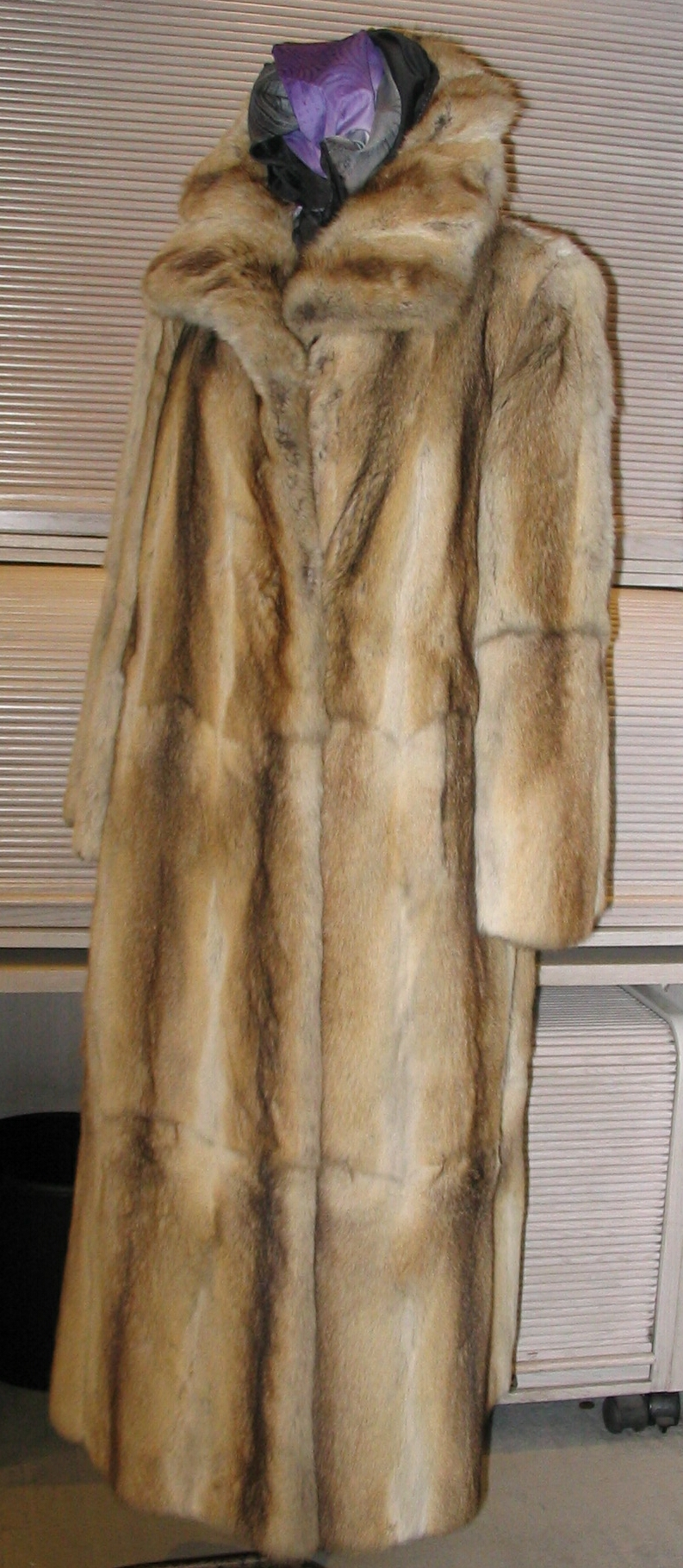
Naturfarbener Mantel (ca. 1984?)
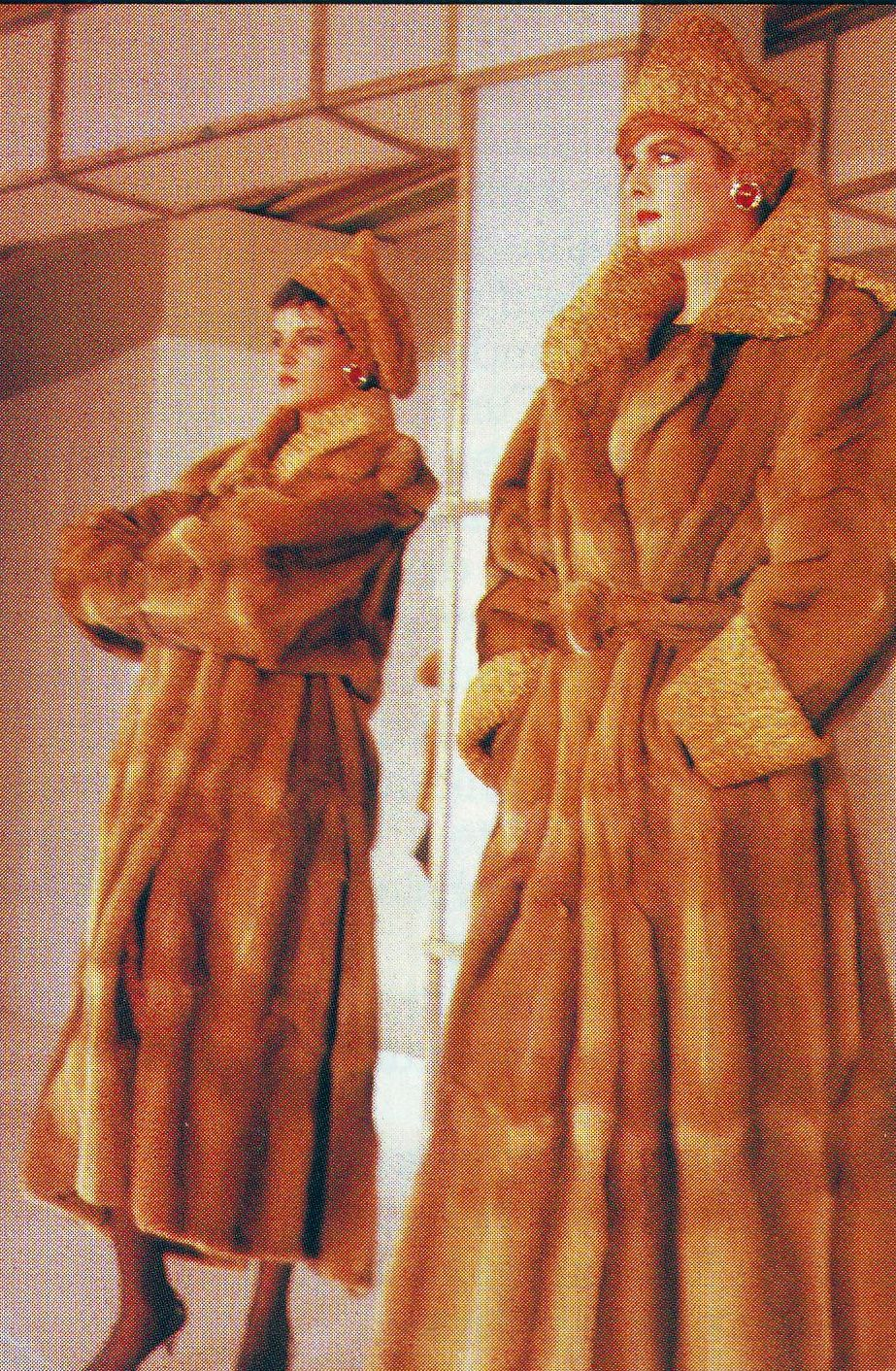
Mäntel aus gefärbten Fellen, mit Persianer-Besätzen (1986)
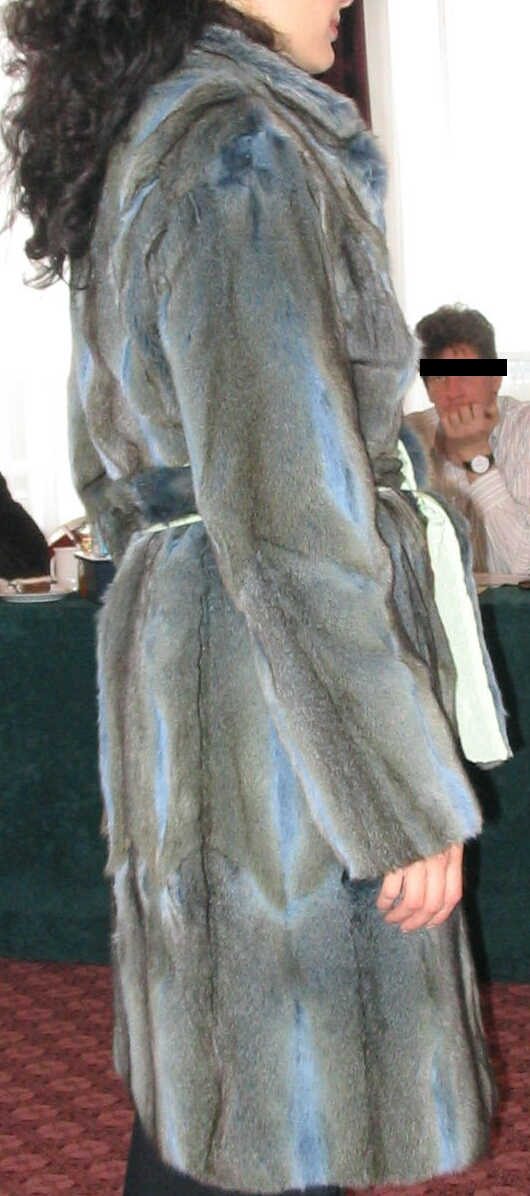
Mantel aus gefärbten Fellen (2005)

## Zahlen
Detaillierte Handelszahlen über nordamerikanische Rauchwaren finden sich bei
- Emil Brass: Aus dem Reiche der Pelze. 1. Auflage, Verlag der „Neuen Pelzwaren-Zeitung und Kürschner-Zeitung“, Berlin 1911
- Emil Brass: Aus dem Reiche der Pelze. 2. verbesserte Auflage, Verlag der „Neuen Pelzwaren-Zeitung und Kürschner-Zeitung“, Berlin 1925
- Emil Brass: Aus dem Reiche der Pelze (1911) im Internetarchiv: archive.org
- Milan Novak u. a., Ministry of Natural Resources: Wild furbearer management and conservation in North America. Ontario 1987 (englisch), ISBN 0-7778-6086-4
- Milan Novak u. a., Ministry of Natural Resources: Furbearer Harvests in North America, 1600-1984, Anhang zu vorstehendem Wild furbearer management and conservation in North America. Ontario 1987 (englisch), ISBN 0-7729-3564-5

- 1921, in einer Anzeige in der New York Tribune vom 27. Dezember 1920 der New York Fur Auction Corporation, für die Auktion am 27. Januar 1921, wird der Verkauf von folgenden inländischen Fellen angekündigt:

4300 Bassarisk („ringtail cat“), 1300 Dachse, 500 Bären, 20 Polarbären, 2500 Biber, 35.00 Lyraskunk („civet cat“), 16.000 Hauskatzen, 9800 Wildkatzen, 45.000 Hermeline, 300 Fischermarder, 1000 Blaufüchse, 450 Kreuzfüchse, 1000 Graufüchse, 15.000 Rotfüchse, 165 Silberfüchse, 1800 Weißfüchse, 675 Luchse, 51.000 Nerze, 273.000 Bisam, 5700 Blackbisam, 184.000 Opossums, 1178 Otter, 37.000 Waschbären, 108.000 Skunkse, 19.500 Wölfe, 173 Vielfraße.
- 1925 schreibt Brass, dass jährlich etwa 30.000–50.000 Felle auf den Markt kommen. Der Fellpreis betrug 3 bis 5 Mark.[5]

- 1930 betrug der Fellanfall jährlich etwa 40.000 Stück (lt. einer Statistik der IPA – Internationale Pelz-Ausstellung in Leipzig).[9][10]

- 1950 kamen in den USA 60.000 Felle in den Handel.[9][10]

1950 wird der Fellpreis mit 5 bis 7 Dollar angegeben.
- 1961/62 betrug die Gesamtausbeute der USA 119.000 Felle,

1962/63 103.000 Felle.
- 1967/68 wurden in den USA 23.364 Tiere gefangen, fast alle in Texas.[4]

- 1978/79 war laut Walker’s Mammals of the World der Höhepunkt des Fellanfalls mit rund 135.000 Fellen, ist aber zurückgegangen und betrug in der Saison 1991/92 nur mehr 5.638 Felle.

- 1982/83 fielen nach der nordamerikanischen Statistik ca. 80.000 Felle an (ohne Mittelamerika).[10]

## Anmerkung
1. ↑  Die angegebenen vergleichenden Werte (Koeffizienten) sind das Ergebnis vergleichender Prüfung durch Kürschner und Rauchwarenhändler in Bezug auf den Grad der offenbaren Abnutzung. Die Zahlen sind nicht eindeutig, zu den subjektiven Beobachtungen der Haltbarkeit in der Praxis kommen in jedem Einzelfall Beeinflussungen durch Gerbung und Veredlung sowie zahlreiche weitere Faktoren hinzu. Eine genauere Angabe könnte nur auf wissenschaftlicher Grundlage ermittelt werden.

Die Einteilung erfolgte in Stufen von jeweils 10 Prozent. Die nach praktischer Erfahrung haltbarsten Fellarten wurden auf 100 Prozent gesetzt.